# 칼레드 빈 무함마드 알나흐얀
셰이크 칼레드 빈 무함마드 빈 자이드 알 나흐얀(아랍어: خالد بن محمد بن زايد آل نهيان, 영어: Khaled bin Mohamed bin Zayed Al Nahyan, 1982년 1월 8일 ~ ) 혹은 셰이크 칼레드는 아랍에미리트의 정치 지도자이자 아부다비의 집권자인 알 나흐얀 가문의 일원이다. 그는 아부다비 집행 위원회 위원장, 아부다비 집행 사무소 의장 및 아부다비 최고 재정 및 경제 위원회 이사회 위원이다. Khaled는 UAE 국영 석유 회사인 ADNOC의 이사이자 이사회의 집행 위원회 의장이기도 하다. 그의 아버지이자 아랍에미리트 연방국 제 3대 대통령인 무함마드 빈 자이드 알 나흐얀은 아직 후계자를 지명하지 않았지만, 칼레드는 그의 삼촌인 만수르 빈 자이드 알 나흐얀, 타흐눈 빈 자이드 알 나흐얀와 함께 차기 왕좌를 놓고 경쟁하는 사람 중 한 명이다.

## 일생
그는 셰이크 무함마드 빈 자이드 알 나흐얀 아랍에미리트 대통령의 아들이자 아부다비의 통치자인 알 나흐얀 가문의 일원이다. 그의 어머니는 셰이카 살라마 빈트 함단 알 나흐얀이다. 칼레드는 아부다비 왕세자 법원의 회장이자 Etihad Rail의 회장인 테야브 빈 무함마드 빈 자이드 알 나흐얀의 형이다.

## 정치 경력
그는 아부다비의 Saadiyat Grove 및 Jebel Hafit Desert Park의 출시를 진행했으며, 또한 Masdar의 "Youth for Sustainability" 플랫폼 출시를 지원했다.
2019년에는 기술 스타트업을 지원하는 플랫폼 'Hub71'을 출시했다.
그는 집행 위원회 위원이자 위원장이며, 아부다비 집행 사무소 의장이다.

## 가족 관계
그의 아내는 셰이카 파티마 빈트 수로르 알 나흐얀이며 두 딸과 한 명의 아들이 있다.